# Planeta singli 3
Planeta singli 3 – polska komedia romantyczna z 2019 roku w reżyserii Sama Akiny i Michała Chacińskiego.
Zdjęcia plenerowe: Warszawa, Lutkówka (kościół pw. Św. Trójcy) i dwór Sosnowo nad jeziorem Narie.

## Opis fabuły
Tomek (Maciej Stuhr) i Ania (Agnieszka Więdłocha) wreszcie decydują się na ślub. Wesele na prośbę Ani ma odbyć się na wsi u krewnych Tomka, z którymi ten od pewnego czasu nie utrzymuje kontaktów. Okaże się, że jego bracia i matka są jak włoska rodzina - każda rozmowa grozi wybuchem, a od wielkiej miłości do awantury jest czasami tylko krok. Do tego matka Ani, Krystyna (Danuta Stenka), która przyjeżdża na wesele z dużo młodszym partnerem − Radkiem (Aleksandar Milićević), rozmija się z wyobrażeniami matki Tomka, Jadwigi (Maria Pakulnis) o statecznej teściowej dla syna. Nie zabraknie nowych problemów w życiu weselnych gości - Oli (Weronika Książkiewicz) i Bogdana (Tomasz Karolak), których małżeństwo zostanie wystawione na ciężką próbę przez raczkującego Mikołaja (Adam Światowiec), a także Zośki (Joanna Jarmołowicz), która polską wieś oglądała dotychczas tylko na Instagramie. Ale prawdziwą iskrą pod beczką prochu będzie dopiero niespodziewany przyjazd na ślub od lat niewidzianego ojca Tomka - Maksa (Bogusław Linda).

## Obsada
- Agnieszka Więdłocha − Ania Kwiatkowska
- Maciej Stuhr − Tomek Wilczyński
- Bogusław Linda − Maks Wilczyński, ojciec Tomka
- Danuta Stenka − Krystyna Kwiatkowska, matka Ani
- Maria Pakulnis − Jadwiga Wilczyńska, matka Tomka
- Piotr Głowacki − Marcel Galiński
- Weronika Książkiewicz − Ola, przyjaciółka Ani
- Tomasz Karolak − Bogdan, mąż Oli
- Borys Szyc − Leszek Wilczyński, brat Tomka
- Anna Smołowik − Andżela Wilczyńska, żona Leszka
- Joanna Jarmołowicz − Zośka, córka Bogdana
- Aleksandar Milićević − Radek Zawadzki
- Jakub Józefowicz − Wiesiek Wilczyński, brat Tomka
- Jan Moryc − Paweł Wilczyński, syn Andżeli i Leszka
- Artur Steranko − Majewski
- Nicholas Paul − Szerpa
- Adam Światowiec − Mikołaj
- Ella Szumlas − Perkusistka w zespole Wieśka
- Adrian Manowski − Basista w zespole Wieśka
- Przemysław Kurek − Pianista w zespole Wieśka
- Marta Chyczewska − Magda
- Marcin Przybylski − Ksiądz Krzysztof
- Jerzy Słonka − Ksiądz Domański
- Wojciech Czerwiński − Rafał
- Bartłomiej Krat − Marek
- Tomasz Borkowski − Reżyser reklamy
- Marek Dmoch − Staruszek
- Daniel Kita − Młody krawiec
- Bogusław Kudłek − Bogumił, menadżer firmy krawieckiej
- Aleksander Janiszewski − Imprezowicz
- Radosław Garncarek − Gość
- Michał Michalak − Marcel 12-letni
- Kamil Panas − Marek 12-letni
- Adrian Podlaski − Rafał 12-letni
- Marcin Zarzeczny − Barman
- Amelia Góra − Ania Kwiatkowska w dzieciństwie
- Mia Krupska − Ola w dzieciństwie
- Sylwia Gola − Krystyna Kwiatkowska, matka Ani w młodości
- Filip Wałcerz − Stanisław w młodości
- Karol Brzeziński − Mężczyzna z rodziny
- Piotr Skowroński − Pijaczek
- Maciej Winkler − Pijaczek
- Rafał Szałajko − Dostawca cateringu
- Andrzej Bychowski − Marudny starszy pan
- Roman Płocki − Chłopiec z kwiatkiem

## Premiera
Uroczysta premiera filmu odbyła się dnia 4 lutego 2019 roku w Warszawie.

## Wydanie DVD, Blu-Ray i VOD
24 czerwca 2019 roku miała miejsce premiera filmu na DVD i Blu-Ray, a od 28 czerwca 2019 roku na platformie VOD.